# 金澤海岸線
金澤海岸線（日语：／ Kanazawa shiisaido rain */?）是一條連結神奈川縣橫濱市磯子區新杉田站和同市金澤區金澤八景站，由第三部門鐵道橫濱海岸線（舊：橫濱新都市交通）營運的AGT路線。全線基於軌道法被視為軌道（導引軌條式）。基於都市計劃法作為都市高速鐵道的名稱「橫濱國際港都建設計劃都市高速鐵道第3號金澤海岸線」、作為都市計劃道路的名稱為「橫濱國際港都建設計劃道路9、7、1號金澤海岸線」。
全線可以使用全國互相使用IC卡。2017年3月以前不對應交通IC卡全國互相使用服務，IC卡只限使用PASMO與Suica。

## 簡介
金澤海岸線全線都是屬於日本軌道法所管轄的導引軌條式路線類型。該路線在不同的領域中也有其他的別名，例如在都市計畫法中是將它規類為「都市高速鐵道」（日本對於獨立路權的市區軌道運輸系統之稱呼方式）一類，而稱為橫濱國際港都建設計劃都市高速鐵道第3號金澤海岸線，除此之外該路線也是當地的都市計畫道路之一，稱為橫濱國際港都建設計劃道路9、7、1號金澤海岸線。

## 事故
2019年（令和元年）6月1日，位于神奈川县横浜市磯子区的新杉田站发生车辆逆走事故，造成14人重轻伤。

## 路線資料
- 路線距離：原計劃路線長約11.0公里，2010年（平成22年）因路線修改縮短至約10.9公里[5]，實際營業路線長約10.6公里[6]
- 導引方式：側邊導軌式[6][7]
- 車站：14座（包括起終點站）[6]
- 複線路段：全線均採複線配置[7]，只有終點站金澤八景因未來還有延伸至京急站區的建設計畫，因此目前所使用的臨時站區範圍內僅有暫時性的單線配置。
- 電氣化方式：直流電750V[7]

## 車輛

### 現用車輛
使用以下車輛（2014年5月24日起）。車輛由東急車輛製造。
- 2000型（日语：横浜新都市交通2000形電車）（5節編組16列）
2011年2月26日改點後[8]開始取代1000型車輛運行。

## 車站列表
所有車站均位於神奈川縣橫濱市。
| 車站編號 | 中文站名                        | 日文站名 | 英文站名 | 站間距離 | 累計距離 | 站間所需時間（分） | 累計所需時間（分） | 接續路線                             | 所在地 |
| -------- | ------------------------------- | -------- | -------- | -------- | -------- | ------------------ | ------------------ | ------------------------------------ | ------ |
| 1        | 新杉田                          |          |          | -        | 0.0      | -                  | 0                  | 東日本旅客鐵道： 根岸線（JK05）      | 磯子區 |
| 2        | 南部市場                        |          |          | 1.3      | 1.3      | 2                  | 2                  |                                      | 金澤區 |
| 3        | 鳥濱                            |          |          | 0.9      | 2.2      | 2                  | 4                  |                                      | 金澤區 |
| 4        | 並木北                          |          |          | 0.6      | 2.8      | 1                  | 5                  |                                      | 金澤區 |
| 5        | 並木中央                        |          |          | 0.7      | 3.5      | 2                  | 7                  |                                      | 金澤區 |
| 6        | 幸浦 （三橋米穀前）             |          |          | 0.8      | 4.3      | 2                  | 9                  |                                      | 金澤區 |
| 7        | 產業振興中心 （ALPHA總部前）    |          |          | 0.7      | 5.0      | 2                  | 11                 |                                      | 金澤區 |
| 8        | 福浦                            |          |          | 0.6      | 5.6      | 2                  | 13                 |                                      | 金澤區 |
| 9        | 市大醫學部 （日本發條前）       |          |          | 0.7      | 6.3      | 2                  | 15                 |                                      | 金澤區 |
| 10       | 八景島 （橫濱八景島海島樂園前） |          |          | 1.2      | 7.5      | 3                  | 18                 |                                      | 金澤區 |
| 11       | 海之公園柴口                    |          |          | 0.6      | 8.1      | 1                  | 19                 |                                      | 金澤區 |
| 12       | 海之公園南口                    |          |          | 0.7      | 8.8      | 2                  | 21                 |                                      | 金澤區 |
| 13       | 野島公園                        |          |          | 0.8      | 9.6      | 2                  | 23                 |                                      | 金澤區 |
| 14       | 金澤八景 （關東學院大學前）     |          |          | 1.2      | 10.8     | 2                  | 25                 | 京濱急行電鐵： 本線、 逗子線（KK50） | 金澤區 |

## 外部連結
- 株式會社橫濱海岸線 （页面存档备份，存于）
- 橫濱市道路局 海岸線 （页面存档备份，存于）